# Іпотипосіс
Іпоти́посіс (грец. ῾Υποτύπωσις) — візантійський монастирський устав, що містить короткий виклад окремих літургічних та дисциплінарних звичаїв студійського походження. Повна назва: «Зразок влаштування Студійського монастиря» (дав.-гр. Ὑποτύπωσις καταστάσεως της μονης των Στουδίον).
Студійській уставній традиції належить Іпотіпосис — устав  Студійської обителі, авторство якого приписується преподобному Феодору Студиту, і який для складання Діатипосіса і використав Афанасій Афонський, доповнивши та відредагувавши його текст відповідно до уставу Великої Лаври, а також дописавши початкові розділи про монастирські епітропи (земельні наділи та пожертви від ктиторів) і про порядок обрання та поставлення ігумена.
Іпотипосіс був складений не раніше середини і не пізніше кінця ІХ століття на підставі богослужбових нормативних текстів студійської традиції, зокрема Студійського Синаксаря та студійських «Глав про розподіл їжі». Іпотипосіс складається з двох частин:
- літургічної — окремих правил, пов’язаних з особливостями звершення богослужіння в період служби Тріоді;
- дисциплінарної — правил, що регламентують зовнішній обіход студійських ченців (поведінку, трапезу, одяг).

У рукописах збереглися дві редакції Іпотипосіса: коротка, що входить головним чином до складу південно-італійських списків «Малого катехизму» преподобного Феодора Студита, що призначався для літургічного вжитку (читання), і більш пізня розширена, що збереглася у складі афонських списків Єрусалимського уставу. Іпотипосіс мав вплив на формування студійського богослужбового уставу, однак його тіснили й інші устави, місцеві. У третій чверті ІХ століття преподобний Афанасій Афонський, формуючи власний устав для своєї лаври, частково використав при складанні Діатипосіса Іпотипосіс у його короткій редакції, що явно свідчить про приналежність заснованого Афанасієм монастиря до студійської уставної традиції.